# Fondo de Reestructuración Ordenada Bancaria
FROB, Exekutivbehörde für die Abwicklung, (früher, Fonds zur geordneten Bankenrestrukturierung) ist die mit der Verwaltung der Abwicklungsprozesse der Kreditinstitute und Anlagedienstleistungsnehmer in ihrer Ausführungsphase in Spanien beauftragte Behörde.
Sie wurde 2009 aufgrund der Finanzkrise gegründet. Ursprünglich bestand ihr Ziel darin, die Umstrukturierungsprozesse des Finanzsystems zu verwalten und dazu beizutragen, dass deren eigene Mittel in den Integrationsprozessen zwischen den Instituten stabilisiert wurden.
Heute und seit der Verabschiedung des Gesetzes 11/2015 ist FROB die spanische Exekutivbehörde für die Abwicklung, die ausschließlich aus den privaten Beiträgen der Institute finanziert wird und in das europäische Behördennetz eingegliedert ist, das von Brüssel vom Einheitlichen Abwicklungsausschuss für notleidende Banken (SRB) geleitet wird.
Mit dem Gesetz 11/2015 wurde ein neuer institutioneller Rahmen geschaffen, um das in der Abwicklungsrichtlinie 2014/59/EU festgelegte Prinzip der Trennung zwischen Aufsichts- und Abwicklungsfunktionen zu erfüllen, was eine Veränderung der Organisationsstruktur, der Governance und der Funktionen von FROB zur Folge hatte.
Aus operativer Sicht ist FROB weiterhin für den Abschluss des laufenden Restrukturierungsprozesses verantwortlich, der vor allem die Überwachung der Beteiligungen an BFA-Bankia und Sareb sowie der in früheren Verkaufsprozessen gewährten Garantien umfasst. Diese Tätigkeit besteht jedoch neben den neuen Funktionen als Abwicklungsbehörde in der Exekutivphase innerhalb des einheitlichen europäischen Bankenabwicklungsmechanismus (SRM) und der Zusammenarbeit mit den spanischen Präventivbehörden (Bank von Spanien und der nationalen Wertpapierkommission (CNMV)) innerhalb des spanischen institutionellen Rahmens weiter.
Der SRM besteht aus einem zentralisierten Abwicklungssystem, das sich aus den nationalen Abwicklungsbehörden und einer einzigen Behörde, der Einheitlichen Abwicklungsbehörde für notleidende Banken (SRB), zusammensetzt, einer europäischen Agentur, auf die ein großer Teil der Abwicklungsbefugnisse der Mitgliedstaaten übertragen wurde. Zu diesen Behörden zählen die Europäische Zentralbank (EZB), die Europäische Kommission und der Rat gemäß den Bestimmungen des SRM. Der SRM verfügt auch über einen einheitlichen Abwicklungsfonds (SRF), der vom SRB mit Beiträgen aller Einheiten der Bankenunion gespeist und verwaltet wird und im Falle einer Abwicklung verwendet wird.

## Belege
1. ↑  Der rechtliche Name von FROB wurde geändert. „FROB“, was bis zum Inkrafttreten des Gesetzes 11/2015 die Abkürzung für Fondo de Reestructuración Ordenada Bancaria (Fonds zur geordneten Bankenrestrukturierung) war, ist jetzt der Name der aktuellen spanischen Exekutivbehörde für die Abwicklung, was sich aber nicht mehr auf den früheren Begriff bezieht Bericht „10 Jahre FROB 2009-2019. Ein Jahrzehnt der finanziellen Stabilität“. Archiviert vom Original am 22. Oktober 2020; abgerufen am 18. Januar 2021.  Info: Der Archivlink wurde automatisch eingesetzt und noch nicht geprüft. Bitte prüfe Original- und Archivlink gemäß Anleitung und entferne dann diesen Hinweis.
2. ↑  Gesetz 11/2015 vom 18. Juni über die Sanierung und Abwicklung von Kreditinstituten und Anlagedienstleistungsunternehmen.”
3. ↑  Richtlinie 2014/59/EU des Europäischen Parlaments und des Rates vom 15. Mai 2014 zur Festlegung eines Rahmens für die Sanierung und Abwicklung von Kreditinstituten und Anlagedienstleistungsunternehmen.
4. ↑  Verordnung (EU) Nr. 806/2014 des Europäischen Parlaments und des Rates vom 15. Juli 2014 zur Festlegung einheitlicher Vorschriften und eines einheitlichen Verfahrens für die Abwicklung von Kreditinstituten und bestimmten Anlagedienstleistungsunternehmen im Rahmen eines einheitlichen Abwicklungsmechanismus und eines einheitlichen Abwicklungsfonds sowie zur Änderung der Verordnung (EU) Nr. 1093/2010d.